# Cargolet capnegre
El cargolet capnegre (Pheugopedius spadix) és un ocell de la família dels troglodítids (Troglodytidae).

## Hàbitat i distribució
Habita el sotabosc de la selva pluvial als turons del vessant del Pacífic a l'est de Panamà i oest i centre de Colòmbia.